# Infotainment
Infotainment is een Nederlands hypogram, samengesteld uit info (een verkorting van informatie of information) en entertainment. Het woord is een neologisme afkomstig uit het Engels en staat in het Van Dale woordenboek.

## Gebruik
Het woord infotainment wordt veel in de reclamewereld gebezigd. Meestal wordt ermee bedoeld dat een medium of artikel serieuze inhoud heeft, maar dat het op een speelse manier wordt gebracht. Infotainment-nieuws is vaak wat luchtiger dan gewoon ("serieus") nieuws. Het woord kan in allerlei contexten gebruikt worden, van theatershows tot interactieve reclameboodschappen en informatieve "gadgets" en heeft soms de negatieve bijbetekenis van oppervlakkigheid.